# بطولة تونس لألعاب القوى 2004
بطولة تونس لألعاب القوى 2004 هو الدورة 49 من بطولة تونس لألعاب القوى.

فاز بهذا الموسم النادي الرياضي للحرس الوطني.

## روابط خارجية
- الموقع الرسمي للجامعة التونسية لألعاب القوى.